# Robert Lee Knous
Robert Lee Knous (* 1. November 1917 in Ouray, Colorado; † 15. Mai 2000) war ein US-amerikanischer Politiker. Zwischen 1959 und 1967 war er Vizegouverneur des Bundesstaates Colorado.

## Werdegang
Robert Knous war der Sohn des früheren Gouverneurs von Colorado, William Lee Knous (1889–1959). Über seine Jugend und Schulausbildung ist nichts überliefert. Während des Zweiten Weltkrieges diente er in der United States Navy. Danach schlug er als Mitglied der Demokratischen Partei eine politische Laufbahn ein. Zwischen 1953 und 1957 saß er im Senat von Colorado.
Im Jahr 1958 wurde Knous an der Seite von Stephen McNichols zum Vizegouverneur des Staates Colorado gewählt. Dieses Amt bekleidete er zwischen 1959 und 1967. Dabei war er Stellvertreter des Gouverneurs und Vorsitzender des Staatssenats. Seit 1963 war er nach dem Ausscheiden von McNichols Stellvertreter von dessen republikanischem Nachfolger John Arthur Love. 1966 bewarb sich Knous um das Amt des Gouverneurs, unterlag aber Amtsinhaber Love mit 44:54 Prozent der Stimmen. Danach arbeitete er für das Bureau of Indian Affairs. Er starb am 15. Mai 2000.